# Сюїта для мікротонового фортепіано

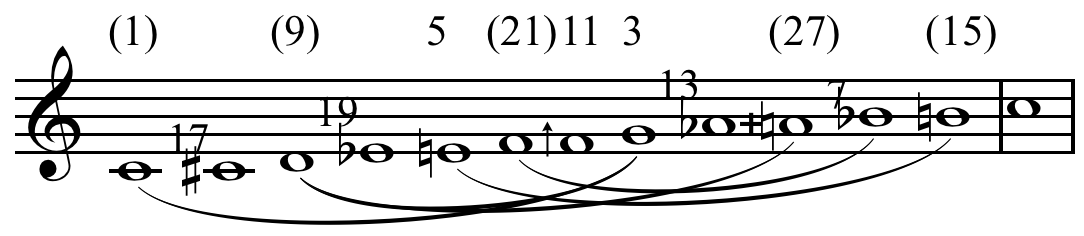
Сюїта для мікротонового фортепіано Мікротоновий лад у хроматичній гамі. Гармоніки позначені над нотами або над нотним станом, чисті квінти позначені лігами.

Сюїта для мікротонового фортепіано (англ. Suite for Microtonal Piano) — це сюїта для спеціально мікротоново настроєного фортепіано, написана американським композитором Беном Джонстоном 1977 року. За словами Боба Ґілмора, ця п'єса «використовує розширений чистий стрій далеко за межами того, чого досягнув Гаррі Парч».
«Фортепіано настроєно на набір обертонів із п'ятої октави гармонійного спектру до. Усі октави налаштовані в одній гамі … Найнижчу до (33 Гц.) можна використовувати для настроювання гами на слух. Послідовно торкніться вузлів, утворюючи 3-й, 5-й, 7-й, 11-й, 13-й, 17-й, 19-й обертон. Після цього соль та ре, ре та ля, мі та сі, сі-бемоль та фа будуть чистими квінтами (без биття)».

## Частини
1. Alarum (укр. Аларум)
2. Blues (укр. Блюз)
3. Etude (укр. Етюд)
4. Song (укр. Пісня)
5. Toccata (укр. Токата)

«Alarum» — це вказівник на сцені епохи Шекспіра, який вказує на «великий вхід», і архаїчне слово для заклику до зброї, тому «Alarum» — це фанфари.
«Blues» і «Song» є повільними частинами. «Blues» використовує як блюзові ноти малу септиму (C-B♭) і медіанту (у дорійському ладі ре точно посередині між мі та соль). «Song» виконується у фригійському ладі мі.
«Etude» — це етюд із серійною технікою та поліритмією «шість проти п'яти», у якому Джонстон вказує на «розмиття педаллю сустейну». Це «підказує нам, що лінійні тонкощі є лише частиною історії: дивовижний вир обертонів, що є результатом атонального застосування цієї настройки, має настільки ж велике значення».
«Toccata» має діатонічні вступ та закінчення та гостру хроматичну середню частину.
Композиція була записана та випущена на альбомі Microtonal Piano by Ben Johnston (1997) на лейблі Koch International Classics у виконанні Філіпа Буша.